# Juliana Leonyigyivna Fedak
Juliana Leonyigyivna Fedak (ukránul: Юліана Леонідівна Федак; Nova Kahovka, 1983. június 8. –) ukrán teniszezőnő. 1998-ban kezdte profi pályafutását, eddigi karrierje során hat egyéni és tíz páros ITF-tornát nyert meg. Legjobb egyéni világranglista-helyezése hatvanharmadik volt, ezt 2006 szeptemberében érte el.

## Eredményei Grand Slam-tornákon

### Egyéniben
| Torna           | 2008   | 2007 | 2006   | 2005   | 2004   |
| --------------- | ------ | ---- | ------ | ------ | ------ |
| Australian Open | -      | -    | 1. kör | 1. kör | 2. kör |
| Roland Garros   | 1. kör | -    | 2. kör | 1. kör | 2. kör |
| Wimbledon       | -      | -    | -      | 1. kör | -      |
| US Open         | -      | -    | -      | 1. kör | -      |

## Év végi világranglista-helyezései
| Év       | 2001 | 2002 | 2003 | 2004 | 2005 | 2006 | 2007 | 2008 |
| Helyezés | 445. | 192. | 214. | 83.  | 137. | 68.  | 127. | 143. |

## Külső hivatkozások
- Juliana Leonyigyivna Fedak Archiválva 2009. augusztus 28-i dátummal a Wayback Machine-ben profilja a WTA honlapján